# D22 (hunebed)

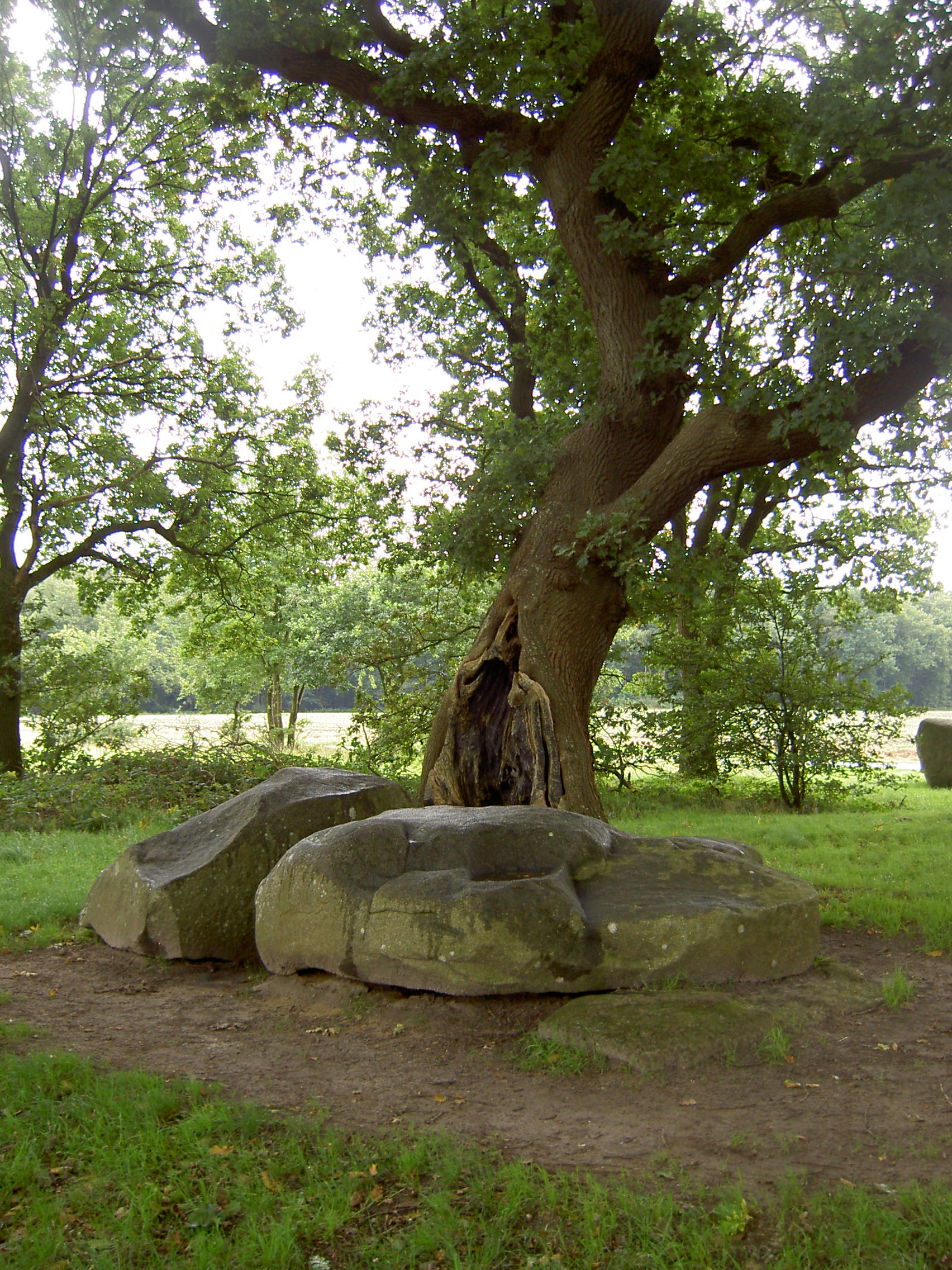
D22, 2015

Hunebed D22 is het kleinste nog bestaande hunebed in Nederland. Dit hunebed ligt op een klein terreintje nabij het dorpje Bronneger (gemeente Borger-Odoorn) samen met het beter bewaarde hunebed D21. Deze twee hunebedden worden ook wel tweelingen genoemd. Op korte afstand is een groep van drie hunebedden (D23, D24 en D25), ook zijn er twee grafheuvels uit de bronstijd te vinden in de nabijheid van deze hunebedden.

## Bouw
Het hunebed wordt toegeschreven aan de trechterbekercultuur.
Het is het kleinste hunebed van Nederland en heeft vijf draagstenen die onder de grond verborgen liggen. Het hunebed is 4,5 meter lang en 3 meter breed.

## Geschiedenis
Het hunebed is in 1918 door Van Giffen aan een onderzoek onderworpen, hij vermeldde dat het "in tamelijk oorspronkelijken staat" was. Ontdekt werd dat er onder de twee zichtbare dekstenen enkele draagstenen en sluitstenen aanwezig zijn. In dit hunebed zijn door de onderzoeker 41 stuks aardewerk gevonden.
In 1960 werd het hunebed gerestaureerd.

## Society of Antiquaries[5]
In Engeland ontstond in de jaren zeventig van de 19e eeuw bezorgdheid over de wijze waarop in Nederland hunebedden werden gerestaureerd. In die kringen was men vooral bezorgd dat met de restauraties het oorspronkelijk beeld van de situatie verloren zou gaan. De directeur van de Society of Antiquaries in Londen verzocht de oudheidkundigen William Collings Lukis en sir Henry Dryden om de staat waarin de hunebedden zich op dat moment bevonden nauwkeurig vast te leggen. Zij bezochten in juli 1878 Drenthe en brachten veertig hunebedden op de Hondsrug in kaart. Ze hebben opmetingen verricht en beschreven de aangetroffen situatie, die zij tevens vastlegden in een serie aquarellen. Hun rapportage aan de Society of Antiquaries verscheen echter niet in druk. Hun materiaal werd bewaard bij de Society of Antiquaries, het Guernsey Museum & Art Gallery en het Drents Museum. Het Ashmolean Museum in Oxford bezit kopieën van hun werk. In 2015 publiceerde de Drentse archeoloog dr. Wijnand van der Sanden alsnog hun werk. Hij voorzag hun materiaal van een uitgebreide inleiding. Ook schetste hij de ontwikkelingen met betrekking tot het archeologisch onderzoek van de hunebedden na hun onderzoek tot 2015. Hij gaf als oordeel dat het werk van Lukis en Dryden van hoge kwaliteit was. In het Drents Museum was in 2015 een tentoonstelling over het werk.
Hunebed D22 is weergegeven op Plan XVIII en werd doorLukis en Dryden als hunebed II aangeduid: Het hunebed lag circa 12,8 meter ten noordoosten van hunebed D21. Alleen de meest westelijke draagsteen en de draagsteen ernaast waren zichtbaar. De andere draagstenen waren in de dekheuvel begraven. Lukis constateerde dat het monument beschadigd werd door eikenbomen. Het hunebed was eigendom van de staat.